# West Perry
West Perry är en by i Cambridgeshire i England. Byn är belägen 32 km 
från Cambridge. Orten har 616 invånare (2015). Byn nämndes i Domedagsboken (Domesday Book) år 1086, och kallades då Pirie.